# Rosalia houlberti
Rosalia houlberti là một loài bọ cánh cứng thuộc họ Xén tóc. Loài này được Vuillet mô tả khoa học năm 1911.